# 吖啶黃
吖啶黃（C14H14N3Cl）是一種從煤焦油提取的染料。CAS號為8048-52-0，外棕紅色。在1912年為埃爾利希(Paul Ehrlich)將他用於抗菌藥，而在第一次世界大戰時廣泛用於殺滅昏睡病的病原體。